# هينك فان كيسيل
هينك فان كيسيل (بالهولندية: Henk van Kessel) هو متسابق دراجات نارية هولندي فاز ببطولة سباق الجائزة الكبرى للدراجات النارية. نافس في سباقات بطولة العالم لفئة 250 سي سي ولفئة 125 سي سي ولفئة 50 سي سي.

## البطولات
- سباق الجائزة الكبرى للدراجات النارية 1974